# لگلیز
شهر لگلیز (به فرانسوی: Léglise) در شهرستان نوفشتو (بلژیک)  در استان لوکزامبورگ  در منطقه فدرال والوون در کشور بلژیک واقع شده‌است.